# Мангабей на Опденбош
Мангабей на Опденбош (Lophocebus opdenboschi) е вид бозайник от семейство Коткоподобни маймуни (Cercopithecidae).

## Разпространение
Видът е разпространен в Демократична република Конго.